# Півострів Брюс (національний парк)
 Національний парк «Півострів Брюс» (англ. Bruce Peninsula National Park, фр. Parc national de la Péninsule-Bruce) — національний парк у канадській провінції Онтаріо, охоплює частину території Ніагарського уступу (англ. Niagara Escarpment) на півострові Брюс. Включає ліси, чагарникові ділянки на кам'янистих розсипах, а також мальовничі урвища і карнизи, які виступають над лісом та місцями виходять до берега озера. Різноманітність обумовлена "східчастою" структурою ескарпу з перепадами від кількох до кількадесяти  метрів і наявністю ізольованих урочищ з особливим мікрокліматом. Скелі й печери в парку з природного доломіту.